# Thestor pictus
The Langeberg Skolly (Thestor pictus) là một loài bướm ngày thuộc họ Bướm xanh. Loài này có ở Nam Phi, nơi Loài này có ở fynbos covered các sườn núi above Garcia’s Pass on the Langeberg.
Sải cánh dài 26–28 mm đối với con đực và 27–29 mm đối với con cái. Con trưởng thành bay từ the end of tháng 9 đến tháng 11, nhiều nhất vào tháng 10. Có một lứa một năm.
Larvae have been được tìm thấy ở the nests of the Pugnacious Ant Anoplepsis custodiens, but the larval food is unknown.